# Trinidad, Bohol
Trinidad là đô thị hạng 4 ở tỉnh Bohol, Philippines. Theo điều tra dân số năm 2007, đô thị này có dân số 27.580 người.

## Các đơn vị hành chính
Trinidad về mặt hành chính được chia thành 20 khu phố (barangay).

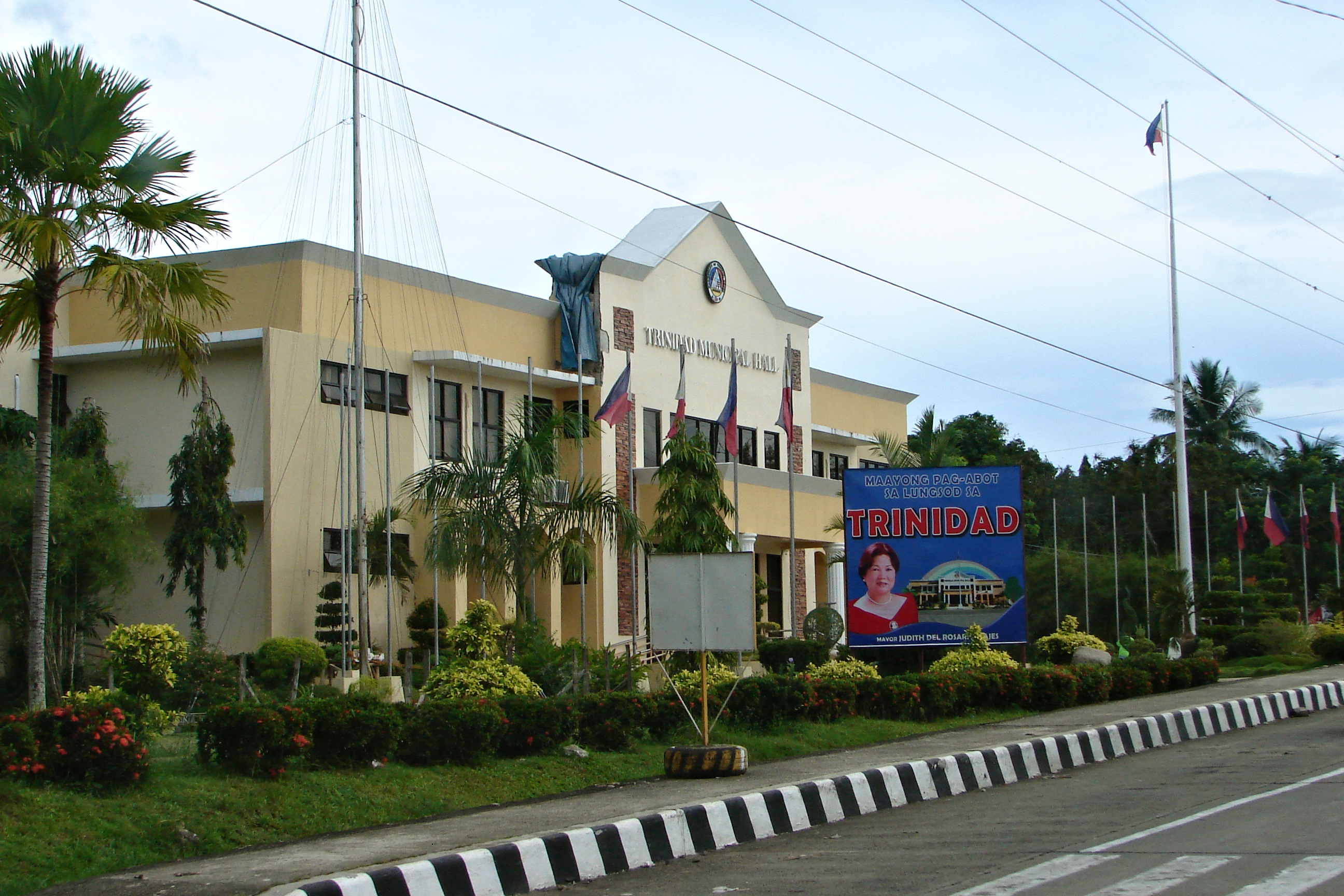
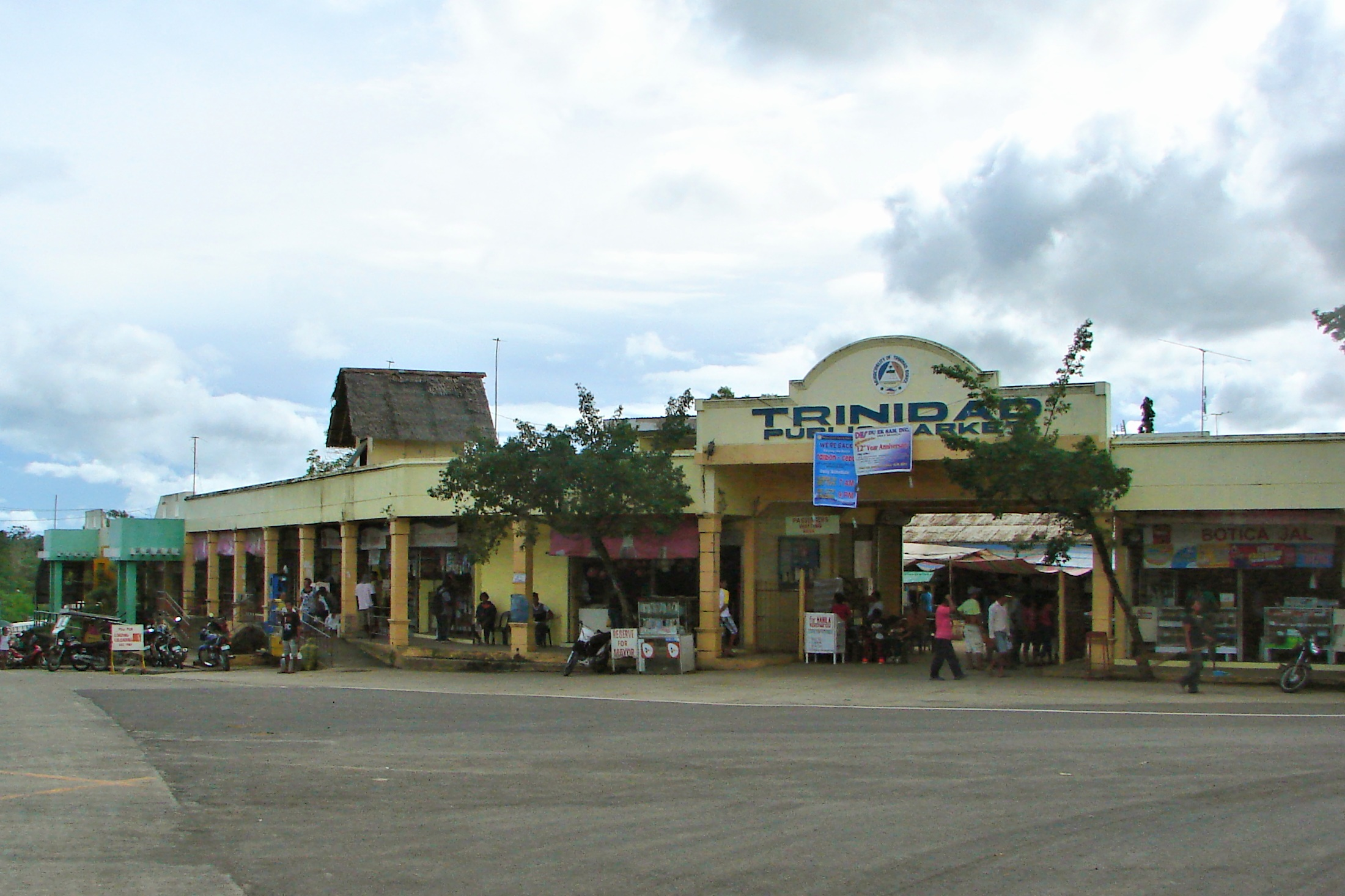
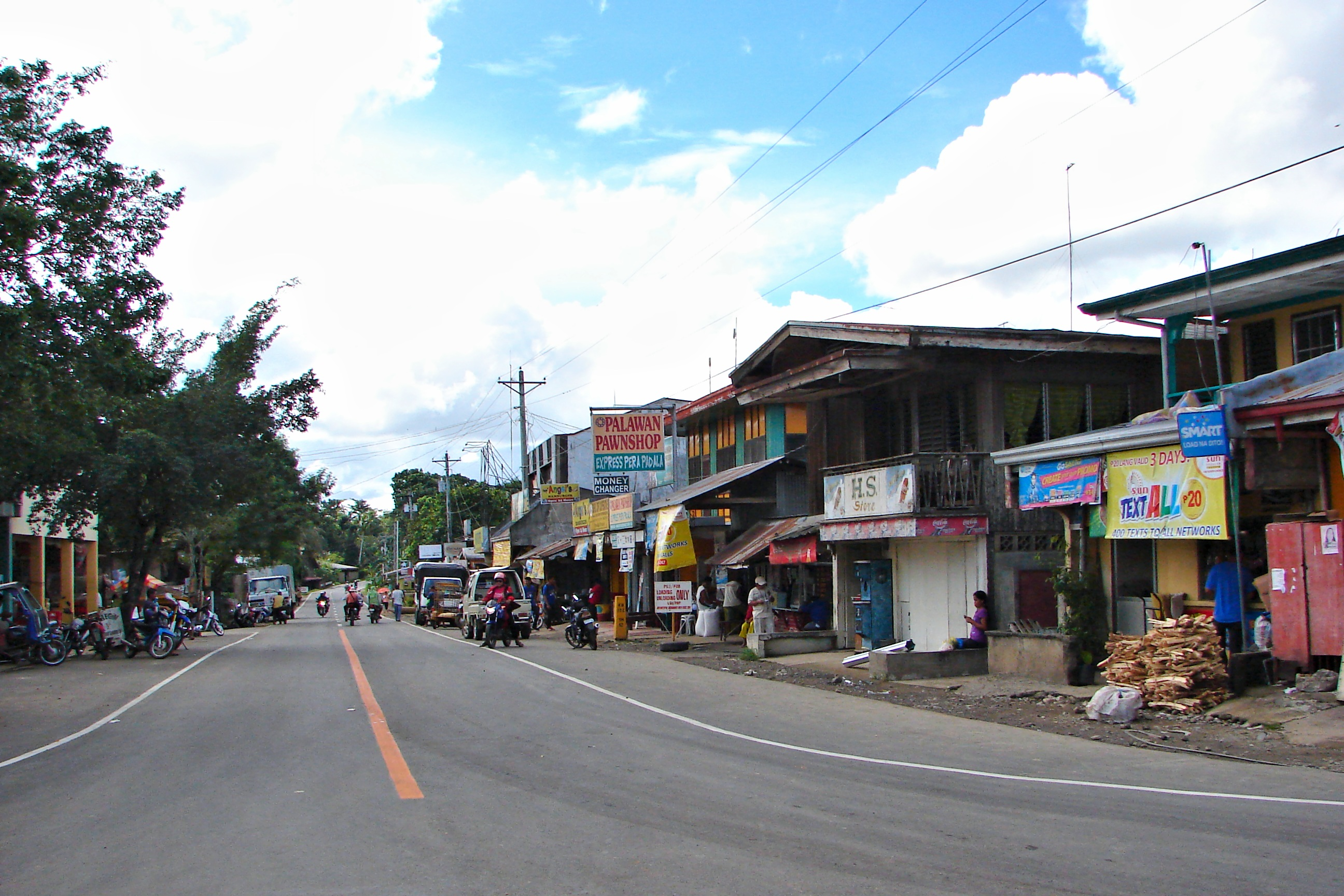

| - Banlasan - Bongbong - Catoogan - Guinobatan - Hinlayagan Ilaud - Hinlayagan Ilaya - Kauswagan - Kinan-oan - La Union - La Victoria | - Mabuhay Cabiguhan - Mahagbu - Manuel A. Roxas - Poblacion - San Isidro - San Vicente - Santo Tomas - Soom - Tagum Norte - Tagum Sur |